# Produit intérieur brut
Ne doit pas être confondu avec Production intérieure brute ou Produit national brut.
Pour les articles homonymes, voir PIB.
Le produit intérieur brut (PIB) est un indicateur économique créé en 1934 par Simon Kuznets, qui permet de mesurer l'activité économique au cours d'une année à l'intérieur d'un territoire donné. À l'origine purement marchand, il prend aujourd'hui partiellement en compte la production des administrations publiques. 
Le PIB est l'indicateur dominant de la mesure de la production quantitative marchande réalisée à l’intérieur d'un pays et l'un des agrégats majeurs des comptes nationaux. Sa variation d'une année sur l'autre est appelée taux de croissance économique.
Le PIB diffère du revenu national brut (RNB), qui ajoute au PIB les entrées nettes de revenus de facteurs en provenance de l'étranger (revenus de facteurs provenant du reste du monde diminués des revenus de facteurs payés au reste du monde).
La composition de cet indice est dans certains cas sujette à caution ou à suspicion, en particulier lorsque les gouvernements y voient un outil politique et qu'ils ont la capacité d'influencer la production de cet indicateur.
La notion de PIB fait l'objet de contestations :
- le PIB comme indicateur de production de richesse ne considère qu'une partie de la valeur créée par l'activité économique[2] et de plus qu'une valeur déterminée de façon comptable ;
- les activités dites « négatives » (par exemple des dépenses liées aux accidents domestiques, industriels, routiers ou environnementaux) sont comptabilisées[3], tandis que les activités positives à la fois non marchandes et non administratives, comme l'art (non commercialisé), les activités altruistes (par exemple le logiciel libre) ou les activités bénévoles, ou encore la production domestique assurée au quotidien au sein de la famille (encore souvent par des femmes, et ce qui remet aussi en cause, de façon liée à celle du PIB, la définition du travail[4]), ne le sont pas.
- le contenu et la qualité de l'activité économique ne sont pas mesurés. Une citation apocryphe célèbre attribué à l'économiste John Maynard Keynes résume la chose : "Si vous payez des gens pour creuser un trou, et d'autres pour le reboucher, vous créez du PIB".
- les défenseurs de l'environnement et du développement durable critiquent le produit intérieur brut comme mesure de la « production de richesse » : bien que la production économique consomme en partie le capital naturel, le PIB ne tient pas compte des effets de cette consommation[5].

D'autres approches sont envisagées, comme la définition d'un produit intérieur brut vert ou d'un Indice de bien-être durable.

## Histoire
William Petty est le premier à avoir l’idée de mesurer le revenu national, pour critiquer les taxes levées sur les propriétaires fonciers pour financer les guerres anglo-néerlandaises entre 1652 et 1674, qu’il estimait injustes. Charles Davenant développe cette méthode en 1695.
À la demande du Congrès des États-Unis en 1932, Simon Kuznets crée une comptabilité nationale aux États-Unis, et invente le produit intérieur brut en 1934 afin de mesurer l'effet de la Grande Dépression sur l'économie,. On ne dispose en effet à cette époque d'aucun indicateur synthétique. Kuznets met dès cette date en garde contre l’utilisation du PIB comme d’un indicateur de bien-être. L’adoption de l’indicateur par le département du Commerce des États-Unis, sous la direction de Milton Gilbert (en), achève d’intégrer les idées de Kuznets aux institutions. Après la conférence de Bretton Woods, en 1944, le PIB devient le principal outil pour mesurer l’économie d’un pays. À l’époque, le produit national brut (PNB) est privilégié par rapport au PIB, dont il diffère en cela qu’il mesure la production par les ressortissants du pays à l’intérieur et à l’extérieur du territoire, plutôt que la production sur le territoire national. Le passage du PNB au PIB comme indicateur privilégié a lieu en 1991 aux États-Unis, la plupart des autres pays suivant ensuite cet exemple. Le rôle joué par les mesures du PIB dans le déroulement de la Seconde Guerre mondiale a joué un rôle central dans l’acceptation ultérieure du PIB comme indicateur de progrès et de développement national.
L'histoire du concept de PIB doit être distinguée de l’histoire des changements dans la manière de le mesurer. La valeur ajoutée par les entreprises est relativement facile à calculer à partir de leurs comptes, mais la valeur ajoutée par le secteur public, la finance, et par la création de capital immatériel l'est moins. Ces activités sont de plus en plus importantes dans les économies développées, et les conventions internationales régissant leur estimation et leur inclusion ou exclusion du PIB changent régulièrement, afin de suivre au mieux les transformations de l’économie. Ainsi, selon les termes de Diane Coyle, « Le chiffre du PIB est donc le produit d’un vaste agglomérat de statistique et d’un ensemble complexe de procédures appliquées aux données pour les faire rentrer dans le cadre conceptuel prédéfini ».
En France, au milieu des années 1970, la mise en place d'un système élargi de comptabilité nationale alimente un débat sur les indicateurs de richesse, qui suscite des propositions de ratios supposés corriger les ambiguïtés du PIB. 
En 1990, le Centre de prospective économique organise un séminaire de recherche de quatorze mois au ministère de la Recherche et de la Technologie avec pour sujet « une nouvelle approche de l’économie », questionnant les limites des concepts utilisés en économie et les champs d’activité où ces situations limites étaient atteintes. Peu après, en 1996, Jean Gadrey publie un travail sur la notion de productivité dans le secteur des services. Puis en 2001, Patrick Viveret, pour le secrétariat d’État à l’Économie solidaire, résume dans un rapport les critiques faites aux notions de productivité et de PIB depuis vingt ans,.
Depuis 2017, l'Institut national de la statistique et des études économiques (France) intègre le trafic de stupéfiants dans le calcul du PIB ; celui-ci contribue au PIB à hauteur de 0,12 %.

## Prospective
En 2024, une étude publiée par des chercheurs de l'université Harvard et de l'université Northwestern cherche, pour la première fois selon eux, à mieux tenir compte des effets globaux et synergiques du réchauffement climatique (canicules, sécheresses, incendies, hausse de la température des océans, précipitations intenses, tempêtes plus intenses et plus fréquents) dans le calcul prospectif du PIB. Au lieu de se contenter de principalement additionner les évaluations de répercussions locales du climat sur l'économie, ils cherchent aussi à y intégrer les effets globaux du dérèglement climatique). Selon ce travail, une hausse de 2 °C de la température en 2100 pourrait réduire le PIB mondial d'environ 50 %. Cette estimation est approximativement six fois plus élevée que celles obtenues auparavant.

## Définition
L'agrégat PIB mesure l'activité économique d'un pays au cours d'une période donnée. Il représente le résultat final de l'activité de production des unités productrices résidentes d'un pays. Cette notion peut se définir de trois manières :
1. Le PIB est la somme des valeurs ajoutées brutes des différents secteurs institutionnels ou des différentes branches d'activité, augmentée des impôts moins les subventions sur les produits (lesquels ne sont pas affectés aux secteurs et aux branches d'activité) ;
2. Le PIB est la somme des emplois finaux intérieurs de biens et de services (consommation finale effective, formation brute de capital fixe, variations de stocks), plus les exportations, moins les importations ;
3. Le PIB est la somme des emplois des comptes d'exploitation des secteurs institutionnels : rémunération des salariés, impôts sur la production et les importations moins les subventions, excédent brut d'exploitation et revenu mixte.

## Modes de calcul du PIB
L'appellation exacte du PIB est : « le produit intérieur brut aux prix du marché ».
Il ne mesure que le flux de production, et non un stock de capital ou de dettes (comme l'adjusted net savings de la Banque mondiale). Il ne prend pas non plus en compte la dépréciation des actifs (d'où le qualificatif « brut »), le calcul de celle-ci nécessitant des imputations faisant intervenir des conventions arbitraires et des données qui ne sont souvent pas disponibles de façon continue sur des durées aussi longues.
Le PIB mesure la valeur de l'ensemble des biens et services produits sur le territoire d'un pays donné au cours d'une période donnée (en général, une année, parfois un trimestre), quelle que soit la nationalité des producteurs présents sur ce territoire.
Le PIB (produit intérieur brut) se distingue :
- du PIB « au coût des facteurs », qui ne tient pas compte des impôts indirects ou des subventions d'exploitation ;
- du produit national brut (PNB). Rappel : PNB = PIB + revenus des facteurs en provenance de l'extérieur − revenus des facteurs versés à l'extérieur. Les revenus issus des avoirs détenus à l'extérieur ne sont pas inclus dans le PIB, mais sont en revanche ajoutés au PNB pour former le revenu national brut.

### Détermination des composantes du PIB

#### Composantes marchandes ou non marchandes
Le PIB recense à la fois la production marchande et la production non marchande, composée exclusivement de services.

#### Composantes vues sous l'angle de la production
Le PIB est égal à la somme des valeurs ajoutées des agents économiques résidents, calculée aux prix du marché, à laquelle on ajoute la part de la valeur ajoutée récupérée par l'État (taxe sur la valeur ajoutée et droits de douane) et de laquelle on soustrait les subventions ;
PIB = Somme des valeurs ajoutées + TVA + Droits et taxes sur les importations – Subventions sur les produits
Si potentiellement trois méthodes coexistent pour calculer le PIB d'un pays ou d'une région (via la production, la dépense ou le revenu), la première méthode (approche par la production) est utilisée pour des raisons pratiques. Selon cette technique, on additionne toutes les valeurs ajoutées issues des comptes de résultats fournis par les entreprises, et les administrations publiques.

#### Composantes vues sous l'angle des dépenses
Le PIB est égal à la somme des emplois finaux intérieurs de biens et de services, c'est-à-dire : la consommation finale effective (CF), l'investissement (formation brute de capital fixe (FBCF)) et les variations de stocks (VS). Cette définition se déduit de l'égalité comptable entre les ressources de l'économie (PIB) et les emplois qui sont faits de ces ressources.
En situation d'autarcie, on a (équilibre Ressources - Emplois) :
PIB = CF + FBCF + VS
Dans une économie ouverte les importations (notées M) s'ajoutent aux ressources, les exportations (notées X) aux emplois, si bien que la relation ci-dessus devient :
PIB + M = CF + FBCF + VS + X
La dernière relation peut se réécrire :
PIB = CF + FBCF + VS + X - M
Ou, en omettant les variations de stock et en développant la consommation finale :
PIB = C + G + I + (X - M)
- Consommation (C)
- Investissements (I)
- Dépenses publiques courantes (G)
- Exportation (X)
- Importation (M)

À titre d'exemple, en 2004 dans l'Europe des Vingt-Cinq, 59 % du PIB était consacré aux dépenses de consommation finale des ménages, 21 % aux dépenses de consommation finale des administrations publiques, et 19 % à l'investissement.

#### Composantes vues sous l'angle des revenus
Le PIB est égal à la somme des revenus bruts des secteurs institutionnels : rémunération des salariés (RS), impôts sur la production et les importations moins les subventions (T), excédent brut d'exploitation et revenus mixtes (EBE).
PIB = (RS + B + I + Rn + A) + (Tn + D) « facteurs d'ajustements »
- Rémunération des salariés (RS)
- Bénéfices des sociétés avant impôts (B)
- Intérêts et revenus divers de placement (I)
- Revenus nets des entreprises (Rn)
- Ajustement de la valeur des stocks (A)
- Taxes nettes (Tn)
- Dépréciation (D)

### Mesure du PIB en volume et en valeur
Le produit intérieur brut réel ou en volume est la valeur du PIB en ne tenant pas compte des variations des prix, c'est-à-dire de l'inflation. Le PIB réel a l'avantage de montrer les variations à la hausse et à la baisse dans le volume (les quantités) de la production de biens et services. C'est la valeur utilisée lorsque l'on mesure la croissance du PIB.
En effet, on ne peut pas savoir uniquement en observant le PIB nominal (en valeur), si la hausse de l'indicateur provient d'une hausse des prix, d'une hausse de la production ou dans quelles proportions ces deux variations se combinent.
Lorsqu'on calcule le volume du PIB, les trois approches qui permettaient de calculer le PIB nominal (demande, production et revenus) ne sont plus équivalentes. L'approche par la demande est privilégiée. Les volumes des grandeurs qui entrent dans la définition du PIB par l'approche par la production sont toutefois définis de telle sorte que le volume du PIB calculé par cette approche coïncide avec le volume obtenu en utilisant l'approche par la demande : le volume de valeur ajoutée est défini comme la différence entre le volume de la production et le volume des consommations intermédiaires ; le volume des taxes et subventions est défini comme le volume des produits taxés tandis que le prix correspondant est le prix du produit que multiplie le taux de taxe ou de subvention. L'approche par les revenus n'est pas utilisée : elle ne permettrait pas de prendre en compte l'évolution de la productivité des facteurs de production.
Soit {\displaystyle P_{i,t}} le prix d'un bien {\displaystyle \scriptstyle i} au cours d'une période {\displaystyle \scriptstyle t} (par exemple, une année) et {\displaystyle Q_{i,t}} la quantité de ce bien demandée {\displaystyle \scriptstyle i} au cours de la période {\displaystyle \scriptstyle t} (demande finale, investissement et exportations nettes) ; alors :
Le PIB réel est constitué par la valeur des biens {\displaystyle \scriptstyle i} demandés au cours de la période {\displaystyle \scriptstyle t} mesurés à prix constants (année de base notée {\displaystyle \scriptstyle t_{0}}), soit :
Le manuel des comptes nationaux de 2008 recommande de réactualiser l'année de base chaque année. Le volume du PIB est alors calculé sur la base du taux de croissance annuel appliqué au volume de l'année précédente. On parle d'indice chainé.
Le déflateur du PIB est le rapport entre le PIB nominal et PIB réel.

## Utilisation de la notion de PIB

### Sur le plan national

#### Variations du PIB
Une augmentation à court terme du PIB correspond à une expansion, tandis qu'une diminution indique une récession. L'augmentation à long terme du PIB par habitant est un indicateur de croissance économique.

#### Produit intérieur brut par habitant
Le produit intérieur brut par habitant (ou per capita) est la valeur du PIB divisée par le nombre d'habitants d'un pays. Il est plus efficace que le PIB pour mesurer le développement d'un pays ; cependant, il n'est qu'une moyenne donc il ne permet pas de rendre compte des inégalités de revenu et de richesse au sein d'une population. En général, un pays est considéré comme « développé » lorsqu'il dépasse les 20 000 dollars US de PIB par habitant, vers 2006.
Cet indicateur n'est pas égal au revenu par tête.
Il est un bon indicateur de la productivité économique, mais il ne rend compte qu'imparfaitement du niveau de bien-être de la population ou du degré de réussite d'un pays en matière de développement. Il ne montre pas quelle est la répartition du revenu d'un pays entre ses habitants.
Dérivé du PIB, il ne reflète pas les atteintes causées à l'environnement et aux ressources naturelles par les processus de production, et ne tient pas compte du travail non rémunéré qui peut être effectué au sein des ménages ou des communautés, ni de la production à mettre au compte de l'économie souterraine.
Le PIB par habitant n'est pas construit comme un indicateur de la qualité de vie ; cette dernière, bien plus subjective, est difficilement mesurable, même si certains indicateurs comme l'indice de développement humain (IDH) ambitionnent de l'évaluer.

### Sur le plan international

#### PIB mondial
Le PIB mondial a baissé de 0,1 % en 2009 à la suite de la crise économique mondiale de 2008. En 2020, une baisse de 2,7 % a été constatée en raison de la pandémie de Covid-19.

#### Comparaisons internationales
On peut comparer les PIB de plusieurs pays, initialement exprimés en monnaie nationale, selon deux méthodes :
- au taux de change courant : on utilise le taux de change moyen sur la période d'étude ;
- à parité de pouvoir d'achat (PPA) : on utilise un panier de biens standard, et le taux de conversion est le rapport des prix de ce panier entre les devises.

Les comparaisons en PPA sont en principe plus favorables aux pays pauvres que celles au taux de change courant, du fait de la faiblesse mécanique de leurs devises : si le prix des produits échangeables est souvent comparable d'un pays à l'autre, celui des produits non échangeables, notamment les services, est généralement moins élevé dans les pays pauvres (effet Balassa-Samuelson) ; les devises des pays dotés de places financières majeures (Suisse, Royaume-Uni) ou de ressources minières très importantes (Norvège) sont habituellement surévaluées par rapport à leur valeur en PPA. Les comparaisons en PPA sont généralement préférées car elles permettent par ailleurs de s'affranchir des variations parfois brutales des taux de change.
Soit {\displaystyle P_{i,t}^{{\textit {r}}ef}} le prix d'un bien {\displaystyle \scriptstyle i} au cours d'une période {\displaystyle \scriptstyle t} dans un pays ou entité géographique de référence {\displaystyle \scriptstyle ref} et {\displaystyle Q_{i,t}} la quantité de ce bien demandée {\displaystyle \scriptstyle i} au cours de la période {\displaystyle \scriptstyle t} (demande finale, investissement et exportations nettes) ; alors le PIB en parité de pouvoir d'achat est :
{\displaystyle {\text{PIB}}_{{\text{PPA}},t}=\sum _{i}P_{i,t}^{ref}Q_{i,t}}
Il est aussi possible de calculer le PIB réel en parité de pouvoir d'achat en prenant le prix d'une période de référence {\displaystyle P_{i,t_{0}}^{{\textit {r}}ef}} : 
{\displaystyle {\text{PIB}}_{{\text{PPA réel}},t}=\sum _{i}P_{i,t_{0}}^{ref}Q_{i,t}}
Le PIB en parité de pouvoir d'achat permet une comparaison en appliquant les prix d'une entité géographique de référence et ainsi de ne pas prendre en compte les disparités de prix entre les entités géographiques. Cela permet d'analyser l'évolution des parts des différents pays dans le PIB mondial, ou de groupes de pays, répartis par exemple en fonction de la langue dominante, de la zone géographique ou du niveau de développement.
Le calcul du PIB varie d'un pays à l'autre concernant la prise en compte de certains secteurs de l'économie : par exemple, le Royaume-Uni et l'Espagne prennent en compte les recettes de l'économie souterraine — conformément aux recommandations de l'Union européenne. Or, les marchés de la drogue et de la prostitution représentaient environ 0,5 % du PIB britannique en 2013, et 0,85 % du PIB espagnol en 2010,. En France, l'Institut national de la statistique et des études économiques (Insee) refuse d'intégrer la drogue et les réseaux de prostitution dans son calcul car, à l'inverse d'Eurostat, l'institut estime qu'il ne s'agit pas d'activités économiques librement consenties par le consommateur dépendant des drogues comme par les prostituées contrôlées par des réseaux. L'Insee estime par ailleurs que les autres formes de prostitution sont déjà comptabilisées au sein d'autres activités économiques. L'Insee a toutefois accepté de changer de pratique à la demande d'Eurostat.

## Limites du PIB et défauts dans sa détermination

### PIB et développement durable
Par définition, le PIB est un indicateur de flux et ne tient pas compte de la valeur estimée des actifs et passifs (le patrimoine) publics et privés. Il ne mesure donc pas les externalités positives ou négatives qui font évoluer cette valeur et qui contribuent donc à un gain ou à une perte de moyens.
Pour Dominique Méda, il présente trois grandes limites : il ne tient pas compte de temps et d'activités essentielles pour le développement de la société comme le temps avec les proches, temps pour les activités politiques, temps domestique ; il n'est pas affecté par les inégalités dans la participation à la production ou à la consommation ; il ne tient pas compte des dégradations apportées au patrimoine naturel[source insuffisante].
La comptabilité nationale ne distingue pas les ressources renouvelables des ressources non renouvelables au sein des consommations intermédiaires des ressources naturelles (énergie, matières premières). Or, l'utilisation de ressources non renouvelables relève d'une destruction de capital qui n'est pas représentée comme telle dans le calcul du PIB[source insuffisante]. Dans le cas d'une production polluante, suivie d'un processus de dépollution, le PIB comptabilise deux productions, qui s'annulent partiellement. Ce que Leopold Kohr nomme « le standard de l'aspirine : en augmentant le PIB nous attrapons des migraines, alors nous produisons de l'aspirine pour soulager les migraines et nous félicitons que cette augmentation supplémentaire du PIB a augmenté notre niveau de vie ». Le PIB est neutre vis-à-vis d'un progrès technique qui va dans le sens de la conception de processus industriels propres, l'emploi de matériaux recyclés, et d'une façon générale l'anticipation des risques environnementaux. Le PIB n'envoie aucun signal d'alerte sur la dégradation de l'environnement.
Ainsi, le PIB ne permet pas de mesurer l'impact de la production sur le capital naturel. La croissance économique mesurée par le PIB ne rend donc pas bien compte du respect ou non des principes de développement durable ni de ses effets sur l'environnement.
Jean Gadrey souligne les limites de la croissance économique comme mesure de la bonne santé d'un pays ou d'une économie[source insuffisante]. D'autres auteurs contestent le bien-fondé. Dominique Méda a proposé dès 1999 dans Qu'est-ce que la richesse ? de recourir à d'autres indicateurs que le PIB. 
Timothée Parrique, dans son livre Ralentir ou périr, critique les notions de PIB et de croissance qui ont poussé les humains à franchir les limites planétaires[source insuffisante]

### Les productions omises par le PIB
Le PIB ne comptabilise pas ou comptabilise de manière approchée un certain nombre d'éléments pourtant réels. Parmi les éléments les plus importants on peut citer :
1. l'autoproduction (ou autoconsommation) de richesses. Certaines productions sont créées et consommées au sein-même des ménages, sans passer par aucun échange de type marchand : ainsi, par exemple, la production domestique (fruits ou légumes récoltés dans le jardin familial) ou les activités domestiques assurées par les mères et pères de famille ou les femmes et hommes au foyer (cuisine, ménage, courses, entretien familial, etc.). Selon le périmètre de définition retenu pour ces tâches dites domestiques, la valeur de la production de ces activités non prises en compte dans la comptabilisation économique nationale peut être considérable : par exemple, la valeur des services produits par les ménages pour leur propre usage pourrait ajouter 35 % à la richesse nationale en France vers 2009 selon les travaux de la commission Stiglitz[35]. En conséquence la croissance du PIB pourrait — de façon masquée et artificielle — être affectée par les effets des seules variations des habitudes de vie, en particulier le passage de l'auto-consommation à la consommation marchande[36].
2. Le travail au noir est mal mesuré : sa valeur ajoutée est incluse dans le PIB sur la base d'estimations.
3. Le bénévolat, qui est un service non marchand, est également très mal mesuré : sa valeur ajoutée est comptabilisée essentiellement à partir des coûts de personnel, lesquels par nature ne sont pas représentatifs de la contribution effective pour la société globale des activités bénévoles.
4. La contribution réelle des services non marchands et de l'administration publique à la production économique pose également problème : en l'absence de facturations, il est délicat de chiffrer ce type de services. Pour contourner cette difficulté, la pratique est de les comptabiliser dans le PIB selon la convention que leur valeur est égale à leur coût. Cette façon de faire fait l'impasse sur la valeur ajoutée (si le service rendu a plus de valeur que son coût de production) ou le gaspillage (dans le cas contraire, c'est-à-dire si le service est produit pour plus cher que ce qui serait possible pour un même service) ; ainsi, pour ces services, une amélioration du processus permettant de le produire à moindre cout introduit paradoxalement une baisse du PIB, tandis qu'une dégradation du processus augmente facialement le PIB. Le fait d'utiliser des méthodes différentes de valorisation d'un même service selon qu'il est rendu par un opérateur marchand ou un opérateur non marchand introduit une distorsion dans le calcul du PIB selon le fonctionnement de l'opérateur.

### PIB et bien-être
Le PIB n'est pas construit comme un indicateur du bien-être, de bonheur, ou de qualité de vie. Ainsi, certaines consommations font gonfler le PIB alors que, de toute évidence, elles ne reflètent pas une amélioration du bonheur des habitants. Cependant, en dessous d'un certain seuil (environ 15 000 dollars par an et par personne), l'augmentation du PIB par habitant est fortement corrélée à l'augmentation du bien-être de la population, selon une étude publiée en 2001 par l'université de Princeton.

### Autres limites
Dans le cas d'une catastrophe naturelle (ouragan, tremblement de terre), le PIB ne comptabilise les destructions d'actifs (maisons, routes…) qu'indirectement, à la hauteur de l'impact sur la production (donc moins que la perte nette des actifs). En revanche, le PIB prend en compte les reconstructions qui font suite à la catastrophe (souvent financées par des aides nationales ou internationales). Considérer cette prise en compte comme un défaut est discutable : la capacité à faire face à une catastrophe naturelle constitue bien une richesse économique, qu'il semble donc normal de comptabiliser (au même titre que la santé par exemple).
La création d'activités, même socialement inutiles, peut cependant être bénéfique en provoquant l'utilisation de facteurs non employés et une augmentation de la demande agrégée. Ainsi, John Maynard Keynes appelait sous forme de boutade à employer des chômeurs à creuser des trous et d'autres chômeurs à les reboucher.
Frédéric Bastiat décrivait une autre limite de la mesure de la richesse avec son sophisme de la vitre cassée publié en 1850. Prenant l'exemple d'une vitre, il montrait que la société s'appauvrissait de la valeur de cette vitre quand celle-ci était brisée. Il concluait « la société perd la valeur des objets inutilement détruits », ou « destruction n'est pas profit ». Reprenant à leur compte ces réflexions Jean Gadrey et Florence Jany-Catrice écrivent de manière imagée que « si un pays rétribuait 10 % des gens pour détruire des biens, faire des trous dans les routes, endommager les véhicules, etc., et 10 % pour réparer, boucher les trous, etc., il aurait le même PIB qu'un pays où ces 20 % d'emplois (dont les effets sur le bien-être s'annulent) seraient consacrés à améliorer l'espérance de vie en bonne santé, les niveaux d'éducation et la participation aux activités culturelles et de loisir ».

## Autres indicateurs

### Débat autour des nouveaux indicateurs de richesse
Considérant que « le PIB nous mène à une impasse écologique et sociale » et constatant que « les initiatives ne manquent pas pour inventer les boussoles de demain », la revue Projet lance en 2023 un débat sur les nouveaux indicateurs de richesse pour comprendre « comment ces nouveaux indicateurs se déclinent à l’échelle d’une ville, d’une capitale, d’une région, et surtout, face à la multiplication de ces outils, comment éviter une juxtaposition contre-productive ».

### Développement humain
Comme d'autres indicateurs économiques, le PIB n'a pas vocation à mesurer le niveau de développement humain des pays. L'Indice de développement humain (IDH), inspiré des travaux d'Amartya Sen, a été créé pour tenter d'appréhender le bien-être social.

### Happy Planet Index
Le « Happy Planet Index », ou indice de la planète heureuse, est un indicateur économique alternatif au PIB. Il classe 178 pays d'après 3 indicateurs : l'empreinte écologique, l'espérance de vie et le degré de bonheur des populations. Ainsi, ce classement donne une image très différente de la richesse et de la pauvreté des nations.

### PIB vert
Des économistes ont pensé à mesurer un « Produit intérieur brut vert », pour lequel serait soustrait du PIB conventionnel la valeur de la baisse du stock de ressources naturelles. Une telle méthode de comptabilisation permettrait de mieux savoir si une activité économique accroit ou fait baisser la richesse nationale lorsqu'elle utilise des ressources naturelles. Cependant, les économistes estiment qu'il serait très difficile de mesurer correctement un tel indicateur.

### PIB régional ou PIB urbain
Une mesure de PIB régional, ou de « produit urbain brut », est parfois présentée. Son utilisation est critiquée car les échanges commerciaux (imports et exports) avec les autres régions d'un même pays ne sont pas mesurés. Le calcul se fait alors avec l'approche productive (somme des valeurs ajoutée).
Cet indicateur ne reflétera alors que la production de la zone, et non la richesse, puisqu'un quartier résidentiel où la production est faible aura un PIB local très faible, même si le revenu des habitants est élevé.
L'attribution des fonds structurels européens, basée sur les PIB régionaux, voit donc certaines régions résidentielles à faible PIB par habitant mais peu sinistrées (chômage faible, résidents travaillant dans une région limitrophe) emporter les fonds sur des régions industrielles à plus fort PIB mais à la richesse effective plus faible (chômage important, emplois précaires…)[réf. nécessaire].

### Produit intérieur doux
Le produit intérieur doux ou PID est le nom engagé d'une proposition d'indicateur plus juste. Son message est de faire réfléchir sur la mesure de l'activité économique en évaluant celle relative à des activités non comptabilisées par le PIB car non marchandes, notamment domestiques et bénévoles.

## Liste de pays par leur PIB
Les données peuvent varier (légèrement) selon les modes de calcul du FMI, de la Banque mondiale, de l'OCDE, de la CIA, etc.
| Rang | Pays         | PIB nominal (millions de $) |    | Rang        | Pays       | PIB (PPA) (millions de $) |
| ---- | ------------ | --------------------------- | -- | ----------- | ---------- | ------------------------- |
| 1    | États-Unis   | 22 996 075                  | 1  | Chine       | 27 206 091 |                           |
| 2    | Chine        | 17 744 640                  | 2  | États-Unis  | 22 996 075 |                           |
| 3    | Japon        | 4 932 556                   | 3  | Inde        | 10 193 541 |                           |
| 4    | Allemagne    | 4 262 767                   | 4  | Japon       | 5 606 553  |                           |
| 5    | Royaume-Uni  | 3 187 626                   | 5  | Allemagne   | 4 888 363  |                           |
| 6    | Inde         | 3 176 296                   | 6  | Russie      | 4 494 223  |                           |
| 7    | France       | 2 957 425                   | 7  | Indonésie   | 3 566 259  |                           |
| 8    | Italie       | 2 101 275                   | 8  | Brésil      | 3 435 874  |                           |
| 9    | Canada       | 1 988 336                   | 9  | Royaume-Uni | 3 402 740  |                           |
| 10   | Corée du Sud | 1 810 966                   | 10 | France      | 3 358 913  |                           |

Note : le PIB de l'Union européenne, prise dans son ensemble et comparée aux États indépendants, est le troisième au monde après ceux des États-Unis et de la Chine.

PIB nominal en 2015.

PIB en PPA en 2015.

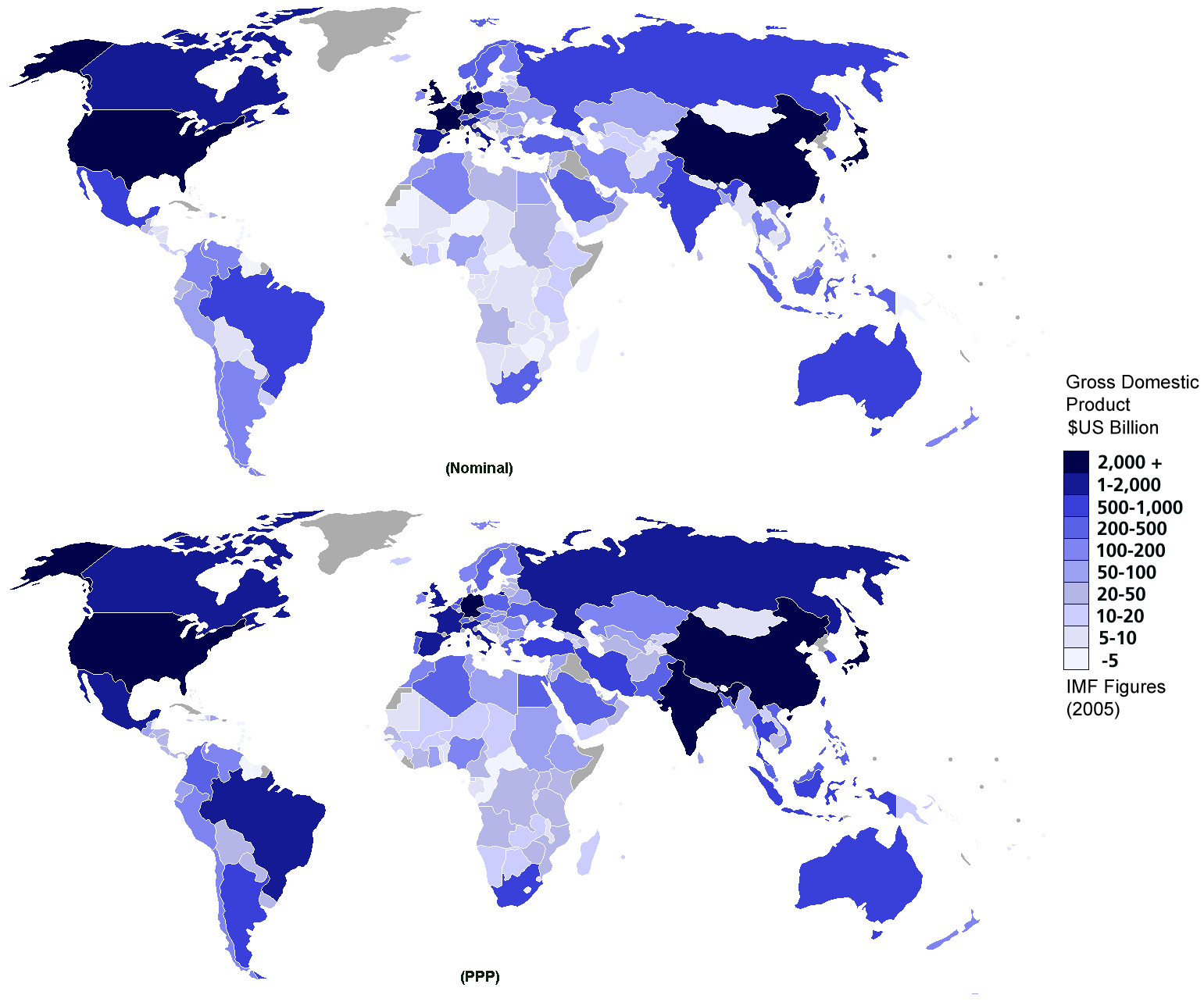
PIB nominal et en PPA dans le monde (chiffres du FMI pour 2005).

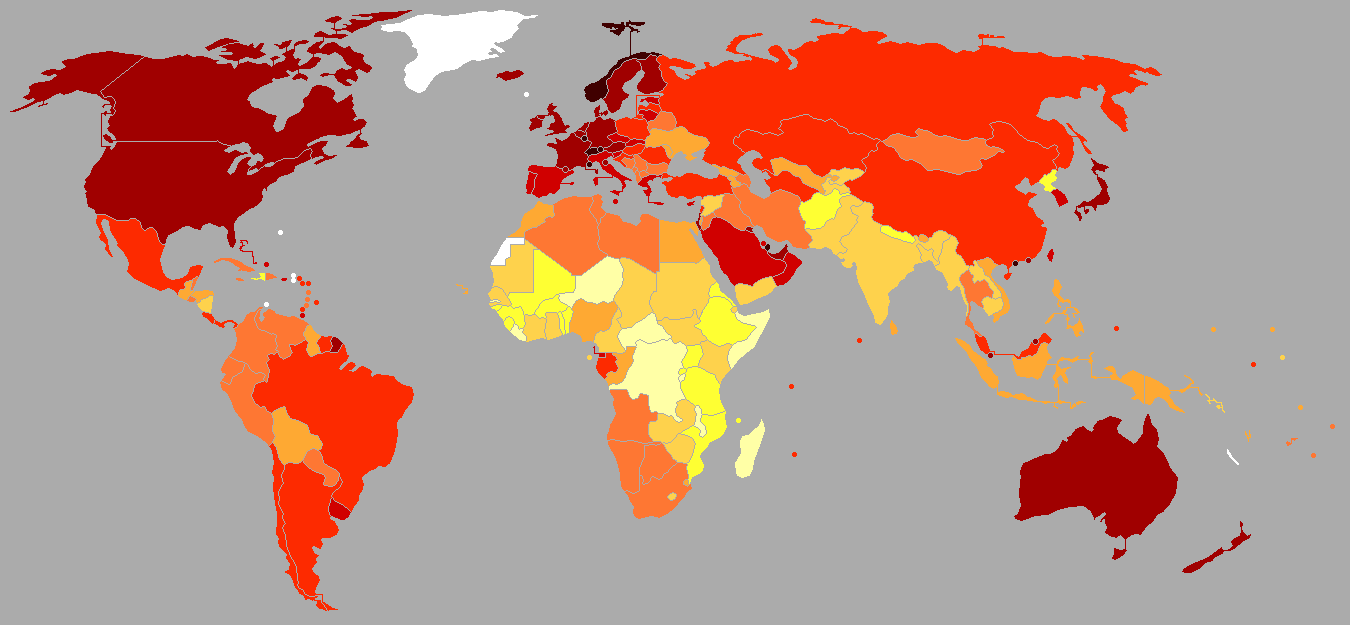
PIB nominal par habitant en 2015

PIB en parité de pouvoir d'achat (PPA) par habitant en 2014

| - > 64 000 US$ - 32 000 – 64 000 US$ - 16 000 – 32 000 US$ - 8 000 – 16 000 US$ - 4 000 – 8 000 US$ | 2 000 – 4 000 US$ 1 000 – 2 000 US$ 500 – 1 000 US$ < 500 US$ unavailable |

| Pays          | PIB nominal/hab (US$) | Rang mondial |
| ------------- | --------------------- | ------------ |
| Luxembourg    | 131 302               | 1            |
| Irlande       | 102 394               | 2            |
| Suisse        | 93 515                | 3            |
| Norvège       | 82 244                | 4            |
| États-Unis    | 69 375                | 5            |
| Islande       | 68 844                | 6            |
| Danemark      | 67 920                | 7            |
| Singapour     | 66 263                | 8            |
| Australie     | 62 619                | 9            |
| Qatar         | 61 791                | 10           |
| Canada        | 52 791                | 15           |
| Allemagne     | 50 788                | 17           |
| Royaume-Uni   | 46 200                | 22           |
| France        | 45 028                | 23           |
| Japon         | 40 704                | 26           |
| Italie        | 35 585                | 28           |
| Corée du Sud  | 35 196                | 29           |
| Chine         | 11 891                | 64           |
| Russie        | 11 273                | 68           |
| Brésil        | 7 741                 | 87           |
| Inde          | 2 116                 | 151          |
| Soudan du Sud | 230                   | 196          |

### PIB par habitant en Europe
Le tableau suivant indique, à partir des données d'Eurostat, le PIB par habitant en standard de pouvoir d'achat (SPA), de 2014 à 2023, dans les cinq pays les plus peuplés de l'Union européenne (Allemagne, France, Italie, Espagne et Pologne), ainsi que les autres pays francophones de l'UE (Belgique, Luxembourg) et aux États-Unis, au Japon, au Royaume-Uni et en Turquie. L'unité (100) correspond pour chaque année à l'Union européenne des 27 : ce graphique permet donc de voir comment ces pays ont évolué les uns par rapport aux autres mais pas de déterminer la hausse ou la baisse du PIB par habitant d'une année à l'autre dans un pays donné.
| Pays                       | 2014 | 2015 | 2016 | 2017 | 2018 | 2019 | 2020 | 2021 | 2022 | 2023 |
| -------------------------- | ---- | ---- | ---- | ---- | ---- | ---- | ---- | ---- | ---- | ---- |
| Luxembourg                 | 283  | 282  | 278  | 269  | 260  | 252  | 259  | 266  | 256  | 239  |
| États-Unis                 | 148  | 148  | 142  | 140  | 140  | 134  | 135  | 135  | 134  | 136  |
| Belgique                   | 121  | 121  | 120  | 118  | 118  | 118  | 118  | 120  | 120  | 118  |
| Allemagne                  | 127  | 124  | 125  | 124  | 124  | 121  | 123  | 120  | 117  | 115  |
| France                     | 108  | 107  | 106  | 104  | 104  | 106  | 105  | 103  | 100  | 101  |
| Union européenne (27 pays) | 100  | 100  | 100  | 100  | 100  | 100  | 100  | 100  | 100  | 100  |
| Royaume-Uni                | 111  | 111  | 109  | 108  | 105  | 104  | 102  | 102  | 99   | 98   |
| Italie                     | 98   | 97   | 99   | 98   | 97   | 97   | 94   | 96   | 98   | 97   |
| Espagne                    | 90   | 91   | 92   | 93   | 91   | 91   | 83   | 84   | 85   | 88   |
| Japon                      | 107  | 107  | 100  | 97   | 95   | 89   | 90   | 86   | 82   | 84   |
| Pologne                    | 67   | 69   | 69   | 69   | 71   | 73   | 76   | 77   | 80   | 80   |
| Turquie                    | 65   | 68   | 66   | 66   | 63   | 59   | 61   | 61   | 67   | 73   |